# چو هیون جو
چو هیون جو (کره‌ای: 조현주)، که با عنوان بازیکن ۱۲۰ نیز شناخته می‌شود، یکی از شخصیت‌های فصل دوم مجموعه نتفلیکس بازی مرکب است. او در داستان، سربازی ماهر و آموزش‌دیده از نیروهای ویژه است که پس از آشکارسازی هویت جنسیتی‌اش به عنوان یک زن ترنس، از ارتش اخراج می‌شود و در ادامه، حمایت خانواده و شغل خود را نیز از دست می‌دهد. هیون جو به بازی مرکب می‌پیوندد تا با به‌دست آوردن جایزهٔ نقدی، هزینهٔ جراحی تطبیق جنسیت خود را تأمین کرده و شاید به تایلند مهاجرت کند تا به‌عنوان یک کتو ای زندگی کند. او در جریان بازی با چند شخصیت دیگر از جمله زنی به نام کیم یونگ می دوست می‌شود.
این شخصیت توسط هوانگ دونگ هیوک، خالق مجموعه، خلق شده و توسط پارک سونگ هون، بازیگر مرد سیس‌جندر، ایفا شده است. هوانگ اعلام کرده بود که در کره جنوبی یافتن بازیگری زن ترنس برای ایفای این نقش بسیار دشوار بوده است و دلیل این دشواری را نگاه جامعهٔ کره‌ای به افراد ترنس دانسته است. پارک برای ایفای این نقش با افراد ترنس همکاری کرد تا بتواند تصویری دقیق و به دور از کلیشه از این شخصیت ارائه دهد.
پس از اعلام انتخاب بازیگر، سریال، هوانگ و پارک مورد انتقاد قرار گرفتند. برخی کاربران شبکه‌های اجتماعی و منتقدان اعتقاد داشتند که انتخاب یک بازیگر مرد سیس‌جندر برای نقش یک زن ترنس، این باور ضدترنس را تقویت می‌کند که زنان ترنس در واقع مرد هستند. همچنین پیشنهاد شد که انتخاب یک زن ترنس پس از جراحی یا حتی یک زن سیس‌جندر، گزینه‌ای مناسب‌تر می‌بود.
با این حال، پس از پخش فصل دوم، شخصیت هیون جو به‌دلیل نحوهٔ نگارش و بازی مورد تحسین قرار گرفت و بسیاری از منتقدان او را نماینده‌ای معتبر و باورپذیر از زنان ترنس دانستند. همچنین امیدواری‌هایی نسبت به این شخصیت ابراز شد مبنی بر اینکه بتواند به پذیرش بیشتر و بهبود بازنمایی افراد ترنس در آثار آینده کمک کند.

## ایده پردازی و نگارش
نقش چو هیون جو توسط پارک سونگ هون ایفا شده است. او برای ایفای دقیق‌تر این نقش، با افراد ترنس همکاری کرد. چو هیون جو توسط هوانگ دونگ هیوک، خالق مجموعه بازی مرکب، خلق شده است. هوانگ هدف از خلق این شخصیت را مشابه با هدف حضور شخصیت علی عبدل در فصل نخست دانسته است. اگرچه علی برای بازنمایی افرادی در کره جنوبی در نظر گرفته شده بود که از نظر غیرمالی به حاشیه رانده شده‌اند، هوانگ قصد داشت با معرفی شخصیتی ترنس، در فصل دوم نیز به این مسئله بپردازد. او امیدوار بود که از خلال تصمیم‌ها، کنش‌ها و نوع حضور هیون جو در بازی، بتواند آگاهی عمومی دربارهٔ مسائل مربوط به افراد ترنس در جامعهٔ کره جنوبی را افزایش دهد. هوانگ در ابتدا قصد داشت یک بازیگر ترنس را برای ایفای نقش هیون جو انتخاب کند، اما با چالش‌هایی جدی مواجه شد. او اظهار داشت که به دلیل به‌حاشیه‌راندگی افراد ال‌جی‌بی‌تی‌کیو+ در جامعهٔ کره جنوبی، تقریباً هیچ بازیگری که به صورت علنی ترنس باشد، در دسترس نبود و از این بابت ابراز ناراحتی کرد. هوانگ باور داشت که هیون جو می‌تواند به «محبوب‌ترین شخصیت» فصل دوم تبدیل شود.
در نهایت، پارک سونگ هون، بازیگر مرد سیس‌جندر، برای ایفای این نقش انتخاب شد. پارک اعتقاد داشت که انتخاب او به خاطر «جنبه‌های زنانه‌ای» بوده است که از کودکی و با داشتن خواهران رشد داده بود، و نیز به خاطر بازی‌اش در فیلم هی سو (۲۰۲۱) بوده است. او گفت که با «دقت و حساسیت بیشتری» به این نقش نزدیک شد و برای جلوگیری از کلیشه‌ای شدن شخصیت، با افراد ترنس مشورت کرده است. پارک از اغراق در حرکات و تغییر صدای طبیعی بم خود پرهیز کرد، زیرا معتقد بود که چنین تغییری ممکن است «اصالت احساسی» نقش را زیر سؤال ببرد. او همچنین اعلام کرد که انتخاب مدل موی «چتری کوتاه» شخصیت، تصمیم خودش بوده است. پارک، در توصیف این شخصیت، گفت که هیون جو علی‌رغم تبعیض‌هایی که با آن مواجه است، «قدرت، قاطعیت و رهبری طبیعی شگفت‌انگیزی» از خود نشان می‌دهد و او را شخصیتی «الهام‌بخش» و «شکنندهٔ کلیشه‌ها» دانست.
پارک یونگ شیک، طراح صحنه‌های رزمی مجموعه، دربارهٔ حرکات مبارزه‌ای هیون جو گفت که برخلاف بسیاری از شخصیت‌های دیگر که سبک مبارزه‌شان «خام و در سبک بقا» طراحی شده، مبارزات هیون جو باید «حرفه‌ای‌تر» به‌نظر برسد و در طراحی آن، پیشینه، حرفه و توانایی جسمانی شخصیت در نظر گرفته شده است.